# Maghadena balachowskyi
Maghadena balachowskyi är en fjärilsart som beskrevs av Pierre E.L. Viette 1967. Maghadena balachowskyi ingår i släktet Maghadena och familjen nattflyn. Inga underarter finns listade i Catalogue of Life.